# كريس ميغالوديس
كريستوفر ميغالوديس (بالإنجليزية: Christopher Megaloudis)‏ (مواليد 4 مايو 1984 في نيويورك) لاعب كرة قدم بورتو ريكي دولي يجيد اللعب في خط الوسط . يلعب حاليا لصالح نادي رادنيتشكي أوبرينوفاتش الصربي منذ 2010 .

## روابط خارجية
- كريس ميغالوديس على موقع الاتحاد الدولي (مؤرشف)  (الإنجليزية)
- كريس ميغالوديس على موقع الدوري الأمريكي (الإنجليزية)
- كريس ميغالوديس على موقع قاعدة بيانات كرة القدم.إي يو (الإنجليزية)
- كريس ميغالوديس على موقع ناشيونال فوتبول تيمز (الإنجليزية)
- كريس ميغالوديس على موقع Soccerway.com (الإنجليزية)
- كريس ميغالوديس على موقع كووورة